# 토리노

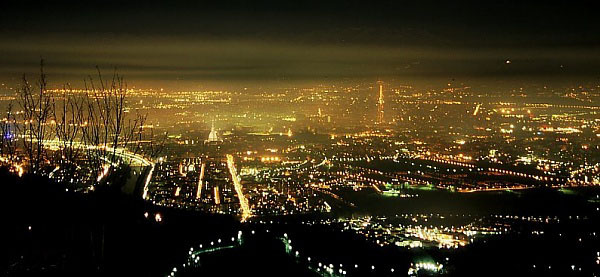
토리노의 야경

토리노(이탈리아어: Torino, 피에몬테어: Turin, 라틴어: Taurinum, 프랑스어: Turin, 문화어: 또리노)는 이탈리아 북서부의 산업 도시로 피에몬테주의 주도이자 토리노 광역시의 시청 소재지이다. 포강 서쪽 강변에 자리하고 있으며 알프스산맥과 인접해있다. 인구는 875,698 명(2018년 12월 31일 기준)으로, 주위의 대도시권을 합치면 170만명(유로스탯 추산) 내지 220만명(OECD 추산)이 된다. 2006년 동계 올림픽의 개최지이다.
예수의 장례식 때 사용되었다는 토리노의 수의가 유명하다. 예수의 얼굴이 나타난다고 한다.

## 역사
토리노는 이탈리아의 오래된 도시들 가운데 하나이다. 기원전 218년에 카르타고의 장군 한니발이 알프스를 넘어 현재의 토리노를 점령하였다. 기원후 65년에는 큰 화재가 일어나, 도시의 많은 부분이 파괴되었다. 서로마 제국의 붕괴 이후 헤룰리족과 동고트족에게 점령당했으나 다시 로마인들이 탈환하였고, 이후 랑고바르드족과 카롤루스 대제의 프랑크 왕국의 통치 하에 놓였다.
940년부터 아르뒤니치 가문이 토리노 백작령을 지배하였다. 초대 사보이아 백작 움베르토 1세(Umberto Biancamano)의 막내아들 오도네(Oddone di Savoia)가 이 가문의 상속녀인 수사의 아델라이데(Adelaide di Susa)와 결혼하면서 사보이아 가문이 토리노의 지배권을 얻었고, 13세기 말엽 사보이아 백작령으로 완전히 편입될 무렵에는 이미 인구가 2만에 달하였다. 15세기에는 토리노 대학을 포함하여 많은 정원과 궁전이 세워졌고 도시가 새로이 단장되었다.
프랑스로부터 사보이아 공국의 주권을 되찾은 에마누엘레 필리베르토 공작은 프랑스의 지속적인 간섭과 야욕을 우려하였고 1563년, 외침으로부터 노출된 시암베리(Ciamberì 현 프랑스 샹베리)에서 알프스 뒤편에 있어 비교적 방어에 용이한 토리노로 천도하였다. 17세기에는 토리노 왕궁이 세워졌고, 이후 사보이아 공국이 사르데냐 왕국으로 승격되면서 자연스럽게 사르데냐 왕국의 수도가 되었다. 1802년부터 1814년까지는 나폴레옹 치하 프랑스의 지배를 받았으나 나폴레옹 전쟁이 끝나면서 다시 사르데냐 왕국의 수도가 되었고, 사보이아 가문이 리소르지멘토를 주도하면서 이탈리아 통일 운동의 중심지가 되었다. 이탈리아 왕국 초창기였던 1861년부터 1865년까지는 이탈리아 왕국의 수도였다. 2차 세계대전 중에는 독일과 이탈리아의 무기 공업 중심지였으나, 전쟁 때 많은 공장들이 파괴되었다.
전후 빠르게 재건되었으며 아넬리 가문의 피아트를 필두로 한 자동차 산업은 1950년대와 60년대에 이탈리아 경제 기적에 중추적인 역할을 담당하였다. 이 시기 이탈리아 남부에서 많은 이민자들이 유입되었으며 당시 사람들은 '나폴리와 팔레르모의 뒤를 잇는 이탈리아 제3의 남부 도시이다.'라고 농담삼아 말하고 다녔다고 한다. 1960년대에 토리노 인구는 100만 명에 달하였고 놀라운 성장으로 인하여 '이탈리아 자동차의 수도'와 '이탈리아의 디트로이트'라는 별명을 얻었다. 하지만 1970년대와 80년대에 발생한 석유파동과 자동차 산업의 위기로 치명타를 맞았고 인구가 급격히 감소하여 30년 만에 전체 인구의 1/4를 잃었다. 2001년 최저점을 찍은 이후 인구는 다시 증가세에 있다.

## 지리
토리노는 이탈리아 북서부에 있다. 서쪽과 북쪽 전선은 알프스로, 동쪽 전선은 몬페라토 언덕이 자연스럽게 이어진 높은 언덕으로 둘러싸여 있다. 4개의 주요 강이 도시를 통과한다. 포강과 그 지류 중 3개, 도라 리파리아강(로마인들은 한때 두리아 미노르(Duria Minor)로 알려졌으며 ‘물’을 의미하는 켈트어 명사 duria에서 유래), 스투라디란초강(Stura di Lanzo)과 산고네강(Sangone)이 있다.

### 기후
이탈리아 북서부 알프스산맥 기슭에 위치한 토리노는 중위도, 사계절이 습한 온난 습윤 기후(쾨펜의 기후 구분 Cfa)가 특징이며, 토리노의 평균 연간 강우량은 낮지만 프랑스 알프스에서 멀지 않은 위치에 있다.
겨울은 적당히 춥고 건조하며, 여름은 언덕에는 온화하지만 평야는 매우 덥다. 비는 주로 봄과 가을에 내린다. 가장 더운 달이거나 그렇지 않으면 비가 자주 오지는 않지만, 더 강하게 내려 뇌우가 자주 발생한다. 겨울과 가을에 때때로 매우 짙은 안개 둑이 평야에 형성되지만 수사 계곡의 끝에 위치하기 때문에 도시에서는 거의 발생하지 않는다. 눈이 많이 쌓이는 경우는 드물지만 겨울 동안 눈이 내리는 일은 드문 일이 아니다.
알프스의 동쪽에 위치하여 푄 바람 효과로 인해 서쪽보다 날씨가 더 건조하다.
지금까지 기록된 최고 온도는 37.1°C이고, 최저 온도는 -21.8°C이다.
| 토리노 (토리노 공항, 1991년~2020년)의 기후                           | 토리노 (토리노 공항, 1991년~2020년)의 기후 | 토리노 (토리노 공항, 1991년~2020년)의 기후 | 토리노 (토리노 공항, 1991년~2020년)의 기후 | 토리노 (토리노 공항, 1991년~2020년)의 기후 | 토리노 (토리노 공항, 1991년~2020년)의 기후 | 토리노 (토리노 공항, 1991년~2020년)의 기후 | 토리노 (토리노 공항, 1991년~2020년)의 기후 | 토리노 (토리노 공항, 1991년~2020년)의 기후 | 토리노 (토리노 공항, 1991년~2020년)의 기후 | 토리노 (토리노 공항, 1991년~2020년)의 기후 | 토리노 (토리노 공항, 1991년~2020년)의 기후 | 토리노 (토리노 공항, 1991년~2020년)의 기후 | 토리노 (토리노 공항, 1991년~2020년)의 기후 |
| 월                                                                   | 1월                                        | 2월                                        | 3월                                        | 4월                                        | 5월                                        | 6월                                        | 7월                                        | 8월                                        | 9월                                        | 10월                                       | 11월                                       | 12월                                       | 연간                                       |
| -------------------------------------------------------------------- | ------------------------------------------ | ------------------------------------------ | ------------------------------------------ | ------------------------------------------ | ------------------------------------------ | ------------------------------------------ | ------------------------------------------ | ------------------------------------------ | ------------------------------------------ | ------------------------------------------ | ------------------------------------------ | ------------------------------------------ | ------------------------------------------ |
| 역대 최고 기온 °C (°F)                                               | 25.1 (77.2)                                | 26.6 (79.9)                                | 27.4 (81.3)                                | 31.0 (87.8)                                | 32.3 (90.1)                                | 35.6 (96.1)                                | 36.8 (98.2)                                | 37.1 (98.8)                                | 32.7 (90.9)                                | 30.0 (86.0)                                | 22.8 (73.0)                                | 21.4 (70.5)                                | 37.1 (98.8)                                |
| 일평균 최고 기온 °C (°F)                                             | 8.0 (46.4)                                 | 10.2 (50.4)                                | 14.8 (58.6)                                | 18.0 (64.4)                                | 22.2 (72.0)                                | 26.4 (79.5)                                | 29.0 (84.2)                                | 28.6 (83.5)                                | 23.9 (75.0)                                | 18.1 (64.6)                                | 12.2 (54.0)                                | 8.3 (46.9)                                 | 18.3 (65.0)                                |
| 일일 평균 기온 °C (°F)                                               | 3.3 (37.9)                                 | 4.9 (40.8)                                 | 9.2 (48.6)                                 | 12.6 (54.7)                                | 16.9 (62.4)                                | 21.0 (69.8)                                | 23.2 (73.8)                                | 22.8 (73.0)                                | 18.6 (65.5)                                | 13.5 (56.3)                                | 7.9 (46.2)                                 | 3.8 (38.8)                                 | 13.1 (55.7)                                |
| 일평균 최저 기온 °C (°F)                                             | −1.5 (29.3)                                | −0.3 (31.5)                                | 3.7 (38.7)                                 | 7.2 (45.0)                                 | 11.6 (52.9)                                | 15.5 (59.9)                                | 17.4 (63.3)                                | 17.1 (62.8)                                | 13.3 (55.9)                                | 8.9 (48.0)                                 | 3.5 (38.3)                                 | −0.7 (30.7)                                | 8.0 (46.4)                                 |
| 역대 최저 기온 °C (°F)                                               | −18.5 (−1.3)                               | −21.8 (−7.2)                               | −10.5 (13.1)                               | −3.8 (25.2)                                | −2.3 (27.9)                                | 4.3 (39.7)                                 | 6.6 (43.9)                                 | 6.3 (43.3)                                 | 1.8 (35.2)                                 | −3.9 (25.0)                                | −8.2 (17.2)                                | −13.8 (7.2)                                | −21.8 (−7.2)                               |
| 평균 강수량 mm (인치)                                                | 47.8 (1.88)                                | 47.1 (1.85)                                | 72.5 (2.85)                                | 113.3 (4.46)                               | 145.3 (5.72)                               | 104.3 (4.11)                               | 70.5 (2.78)                                | 76.1 (3.00)                                | 83.8 (3.30)                                | 106.1 (4.18)                               | 69.1 (2.72)                                | 45.1 (1.78)                                | 981.0 (38.62)                              |
| 평균 강수일수 (≥ 1.0 mm)                                             | 5.4                                        | 4.4                                        | 5.8                                        | 8.6                                        | 11.2                                       | 8.6                                        | 5.8                                        | 7.7                                        | 6.4                                        | 7.0                                        | 5.6                                        | 4.4                                        | 80.9                                       |
| 평균 상대 습도 (%)                                                   | 75                                         | 75                                         | 67                                         | 72                                         | 75                                         | 74                                         | 72                                         | 73                                         | 75                                         | 79                                         | 80                                         | 80                                         | 75                                         |
| 평균 월간 일조시간                                                   | 111.6                                      | 118.7                                      | 158.1                                      | 180.0                                      | 195.3                                      | 219.0                                      | 260.4                                      | 223.2                                      | 168.0                                      | 142.6                                      | 105.0                                      | 108.5                                      | 1,990.4                                    |
| 출처 1: Istituto Superiore per la Protezione e la Ricerca Ambientale |                                            |                                            |                                            |                                            |                                            |                                            |                                            |                                            |                                            |                                            |                                            |                                            |                                            |
| 출처 2: 이탈리아 공군 기상국 (강수/상대습도/일조: 1971년~2000년)     |                                            |                                            |                                            |                                            |                                            |                                            |                                            |                                            |                                            |                                            |                                            |                                            |                                            |

## 행정구역

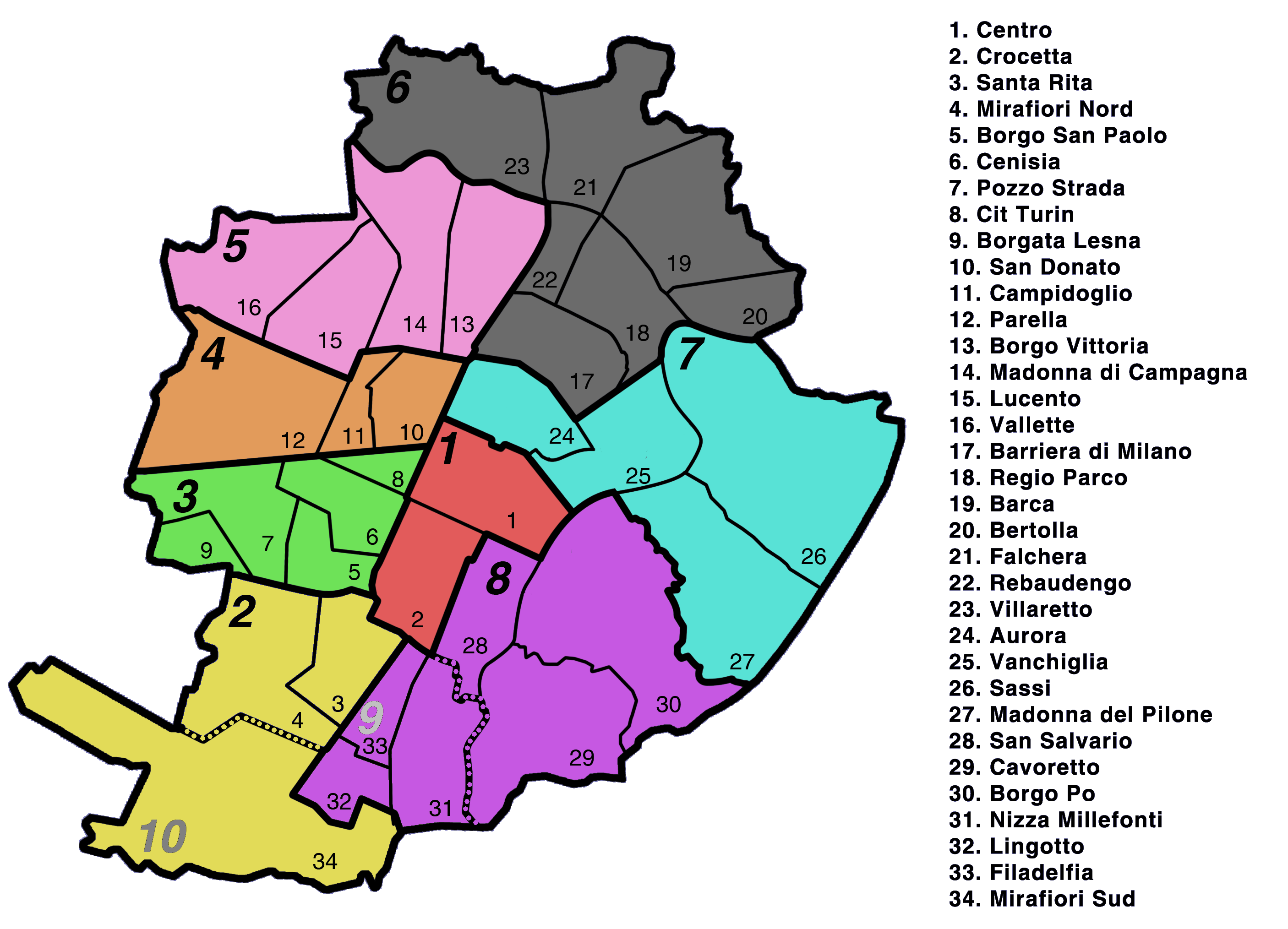
토리노의 행정구역 지도

토리노는 지역적으로 치르코스크리초네(circoscrizioni)라고 불리는 8개의 자치구로 나뉜다. 이것들은 콰르테리(quartieri), 리오니(rioni), 보르그히(borghi), 보르가테(borgate) 또는 조네(zone)라고 불리는 도시의 역사 지구와 반드시 일치하지는 않는다. ‘치르코스크리초네’ 시스템은 원래 10개로 구성되어 있었는데 자치구 9를 8로, 10을 2로 병합하여 8로 줄였다.
다음 목록은 자치구와 그 안에 있는 역사 지구의 위치를 나타낸다.
- 1구: 켄트로 – 크로체타(Crocetta)
- 2구: 산타 리타 – 북 미라피오리 – 남 미라피오리
- 3구: 산 파올로 - 세니시아 – 포조 스트라다(Pozzo Strada) - 시트 토리노 – 보르가타 레스나(Borgata Lesna)
- 4구: 산 도나토 - 캄피돌리오 - 파렐라
- 5구: 보르고 비토리아 - 마돈나 디 캄파냐 - 루센토 - 발레트
- 6구: 밀라노의 장벽 - 왕립 공원 - 보트 - 베르톨라 - 팔체라 - 레바우덴고 - 비야레토
- 7구: 오로라 – 반칠랴(Vanchiglia) - 사시(Sassi) - 마돈나 델 필로네(Madonna del Pilone)
- 8구: 산 살바리오 - 카보레토 - 보르고 포 - 니짜 밀레폰티 - 링고토 - 필라델피아

토리노 시장은 5년마다 직접 선출된다. 현 시장은 2021년에 선출된 스테파노로 루소(PD)다.

## 인구통계
2009년에 이 도시의 인구는 약 910,000명으로 2001년 인구 조사 수치에서 크게 증가한 수치이다. 이 결과는 남부 이탈리아 및 해외에서 증가하는 이민자 때문이다. 인구의 약 13.5%(122.946)가 외국인으로 구성되어 있으며 루마니아 (51,017), 모로코 (22,511), 알바니아 (9,165), 중국(5,483), 몰도바(3,417)가 가장 많다. 이탈리아 북부의 많은 도시와 마찬가지로 청년에 비해 연금 수급자의 비율이 높다. 인구의 약 18%가 20세 미만이고 22%가 65세 이상이다. 토리노 도시 지역의 총인구는 170만 명으로 이탈리아에서 4위이며 토리노 대도시 지역에는 220만 명이 거주하고 있다. 평균 연령은 43.7세이다.

## 경제

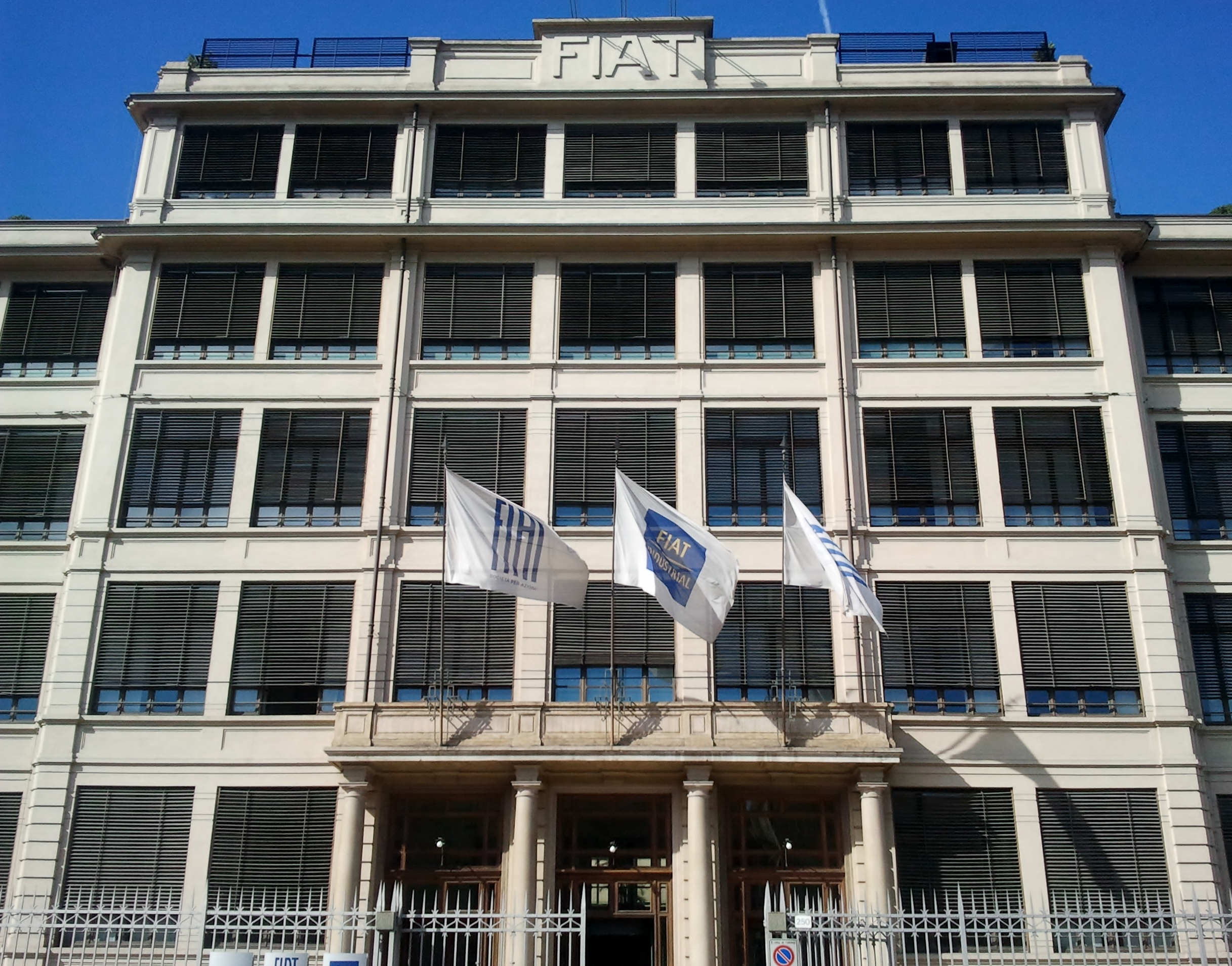
비아 니짜의 린고토 빌딩, 피아트의 세계 본사

이탈리아의 주요 산업 중심지로, 이탈리아 북부에서는 밀라노 다음가는 경제 중심지이다. 토리노는 서비스 기반 경제에서 산업 기반 경제로의 전환을 의미하는 20세기 초 포드주의 도시로 발전했다. 많은 포드주의 경제의 맥락에서 토리노의 경제는 자동차와 항공우주 산업에 크게 의존하고 있다. 1973년 석유 위기 이후 자동차 산업이 전반적으로 쇠퇴했음에도 불구하고 도시는 여전히 자동차 산업에 크게 의존하고 있다. 제2차 세계 대전 이전부터 자동차 산업은 도시에서 가장 큰 고용주였으며, 토리노의 거의 모든 수출품은 공산품이다. 이 도시는 피아트의 본부 역할을 한다. 피아트는 그 이후 모회사인 피아트 크라이슬러 자동차 그룹(현재 스텔란티스)에 흡수되어 세계에서 8번째로 큰 자동차 회사인 암스테르담에 본사를 두고 있다.  토리노에는 여전히 상당한 규모의 피아트 공장이 있다.
1980년대부터 토리노는 경제를 다각화하고 서비스 경제로 다시 전환하고 있다. 기술 및 혁신 산업은 정보 기술 부문의 혁신적인 신생기업과 기업 수에서 3위를 차지했으며 모든 도시의 유럽 특허청에 가장 많은 특허를 출원한 토리노에서 호황을 누리고 있다. 2008년에 이 도시는 680억 달러의 GDP를 창출했으며, PricewaterhouseCoopers에 따르면 구매력 기준으로 세계에서 78번째로 부유한 도시, 유럽에서 16위를 차지했다. 토리노는 이탈리아 GDP의 8%를 차지한다. 2010년 세계화 및 세계 도시 연구 네트워크에 의해 감마 수준의 도시로 선정되었다.
토리노에서 운영되는 다른 회사는 마세라티, 란차, 알파 로메오, 이베코, 피닌파리나, 베르토네, 스파르코, 이탈디자인 주지아로, 뉴홀랜드, 코마우, 마그네티 마렐리, 다나 그라차노, 기아(Ghia), 피오라반티 (자동차), Rai (국내 방송사)이다. Intermobiliare, 인테사 산파올로, Reale Mutua(금융), Invicta, 카파, 수페르가(패션), 페레로, 라바짜, 마르티니&로시 (식음료), 알피투어(환대 및 관광업), TILab (ex- CSELT) 등의 회사가 있다.
이 도시는 또한 항공우주 산업인 알레니아 아에로나우티카, 탈레스 알레니아 스페이스 및 아비오(Avio)로 잘 알려져 있다. 국제 우주 정거장 모듈인 하모니, 콜럼버스, 트란퀼리티, 쿠폴라 및 모든 MPLM은 토리노에서 생산되었다. 아리안 5 이후의 미래 유럽 발사기 프로젝트는 EADS의 자회사(70%)와 레오나르도의 항공기 부문 (30%)인 새로운 NGL 회사가 토리노에서 관리할 것이다.

## 교통

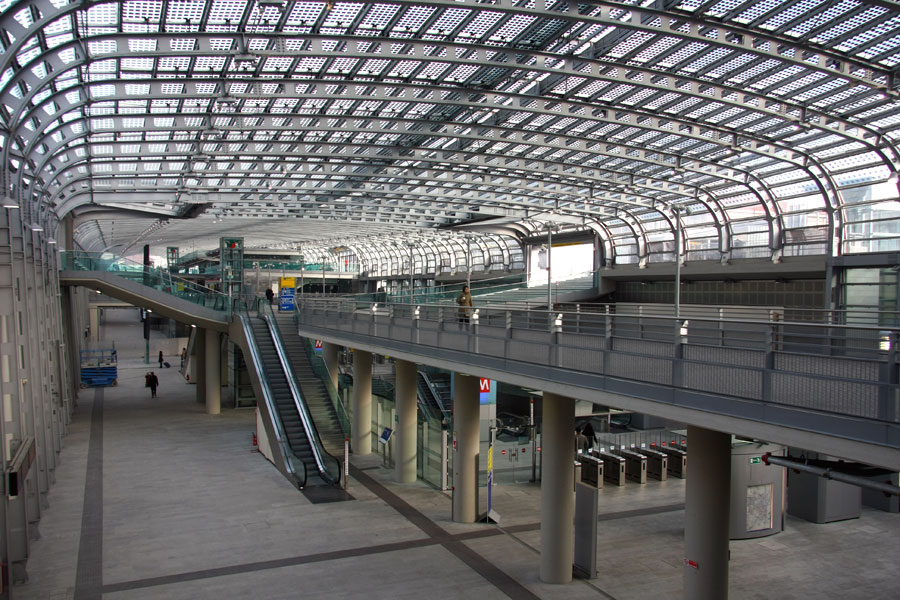
토리노 포르타 수사역

현재 토리노에서는 많은 철도와 도로 공사 현장이 있다. 이 활동은 2006년 동계 올림픽의 결과로 증가했지만, 일부는 오랫동안 계획되었다. 일부 현장은 지하도, 고가도로 등 교통흐름을 개선하기 위한 일반 도로 공사를 다루지만, 두 가지 프로젝트가 중요하고 도시의 형태를 근본적으로 바꿀 것이다.
하나는 도시를 가로지르는 주요 철도, 현지에서 “토리노 철도 우회로”로 알려진 토리노-밀라노 철도를 두 배로 늘리는 중앙 척추(Spina Centrale) 프로젝트이다. 철도는 이전에 트렌치에서 달렸고, 이제 도시를 따라 중앙 위치에 있는 토리노의 북쪽에서 남쪽으로 이어지는 주요 대로로 덮일 것이다. 이 구간에서 포르타 수사는 포르타 누오바의 종점을 경유 역으로 대체하기 위해 토리노의 주요 역이 될 것이다. 다른 중요한 역으로 스투라, 레바우덴고(Rebaudengo), 린고토 및 마돈나 디 캄파냐(Madonna di Campagna)가 있다. 기차역 모두가 스피나 첸트랄레의 레이아웃에 속하지는 않는다.
다른 주요 프로젝트는 메트로 토리노(Metrotorino)로 알려진 VAL 시스템을 기반으로 하는 지하철 노선을 건설하는 것이다. 이 프로젝트는 몇 년 동안 계속되어 도시의 더 넓은 지역을 감당할 것으로 예상되지만, 첫 단계는 2006년 2월 4일에 시작되어, 다음날 일반에 공개된 2006년 올림픽 게임에 맞춰 완료되었다. 지하철 시스템의 첫 번째 구간은 인근 콜레뇨(Collegno) 마을과 토리노 도심의 포르타 수사를 연결했다. 2007년 10월 4일에는 포르타 누오바까지 연장되었고, 2011년 3월에는 링고토(Lingotto)까지 연장되었다. 소위 1호선(Linea 1)의 새로운 확장이 가까운 장래에 예상되어 양쪽 리볼리(Rivoli)에 도달한다. (Cascine Vica hamlet까지) 토리노의 서쪽 벨트와 도시의 남동쪽에 있는 벵가지 광장(Piazza Bengasi). 또한 2호선(Linea 2)은 미라피오리의 남서부 지역과 북쪽 끝의 바리에라 디 밀라노를 연결하는 파이프라인에 있다. 2018년 6월에 이 프로젝트는 시 웹사이트에 게시된 23개 역의 제안 목록과 함께 공개 협의 단계에 들어갔다.

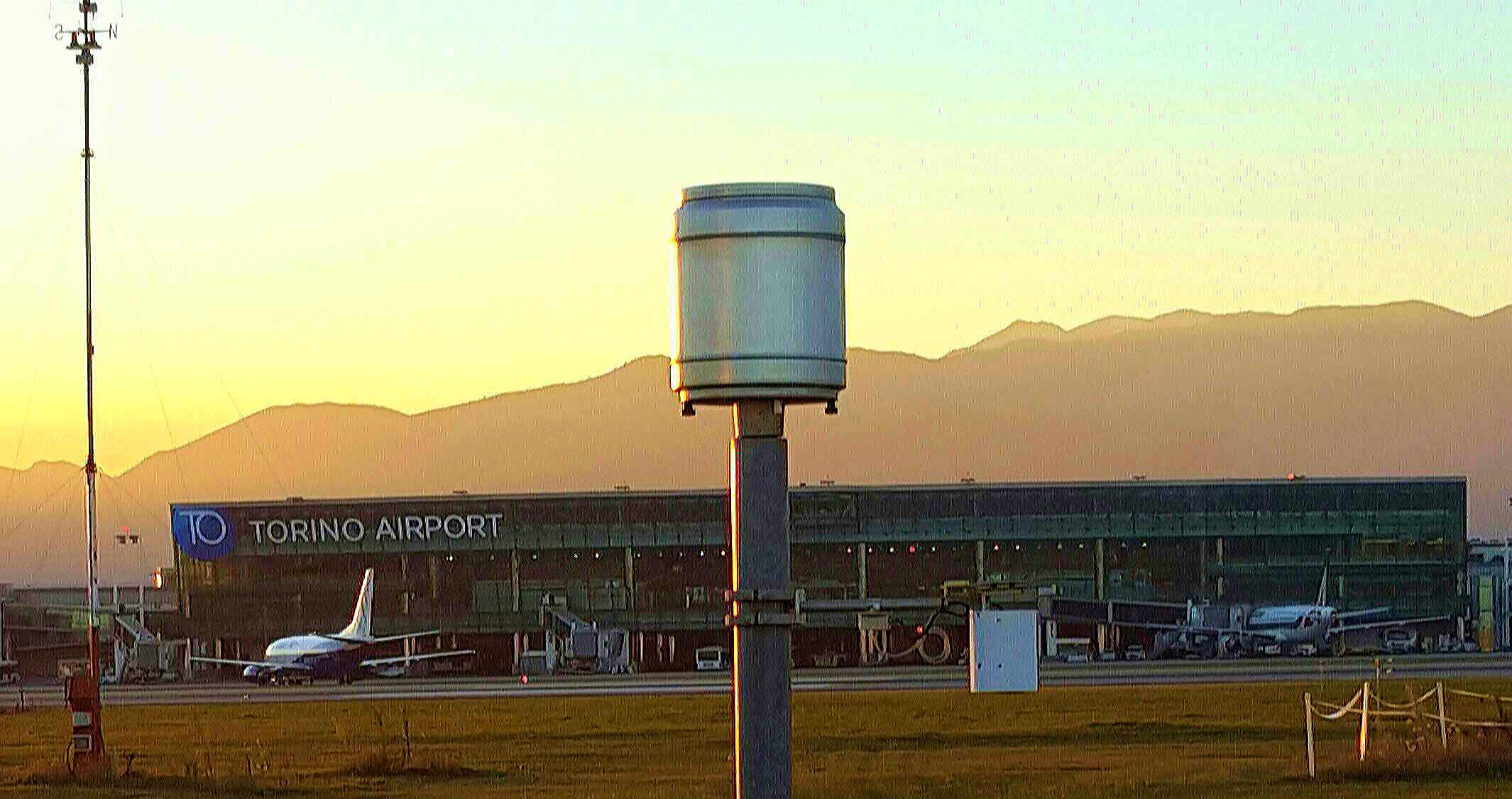
토리노 국제공항

시내 중심가인 비아 로마(Via Roma)는 비아 로마 자체가 완전히 개조되어 현재의 모습을 갖추었던 파시스트 시대에 건설된 터널 꼭대기를 달리고 있다. 터널은 지하 노선을 수용할 예정이었으나, 지금은 지하 주차장으로 사용되고 있다. 지하 시스템을 구축하기 위한 프로젝트가 1970년대에 준비되었으며, 이에 대한 정부의 자금 지원과 밀라노와 로마의 유사한 프로젝트가 있었다. 다른 두 도시는 프로젝트를 진행했지만, 디에고 노벨리 시장이 이끄는 토리노 지방 정부는 이 제안이 너무 비용이 많이 들고 불필요하다고 생각하여 제안을 보류했다.
도시에는 카셀레 토리네세(Caselle Torinese)에 있는 토리노 공항(공항 코드: TRN)로 알려진 국제 공항이 있으며, 토리노 중심에서 약 13km 떨어져 있으며 철도(도라역에서 출발)와 버스(포르타 누오바역과 포르타 수사역에서 출발)로 도시와 연결되어 있다.

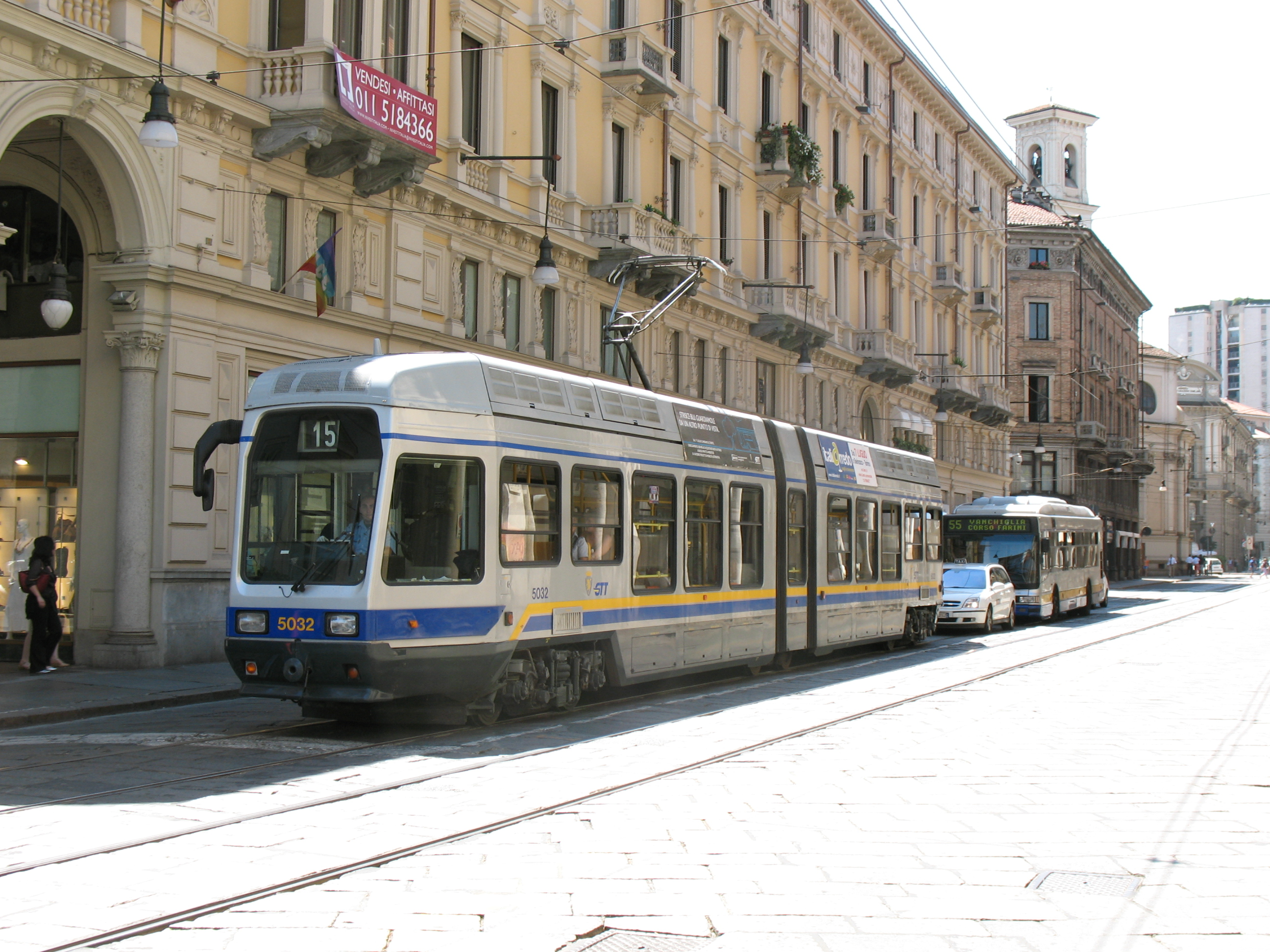
시내 트램, 뒤로 버스가 보인다

2010년 현재 자전거 공유 시스템인 ToBike가 운영 중이다.
대도시 지역은 토리노 광역시 철도 서비스가 제공된다.
중앙 지역에는 트램이 운행되며, 3,4,9호선은 경전철이다.

### 대중교통 통계
사람들이 평일에 토리노에서 대중교통으로 통근하는 평균 시간(예: 직장 출퇴근)은 65분이다. 대중교통 이용객의 14%, 매일 2시간 이상 이용 사람들이 대중교통을 이용하기 위해 정류장이나 역에서 대기하는 평균 시간은 14분이며, 라이더의 19%는 매일 평균 20분 이상을 기다린다. 사람들이 대중교통으로 한 번 여행하는 평균 거리는 5.9km이고 9%는 한 방향으로 12km 이상을 여행한다.

## 스포츠

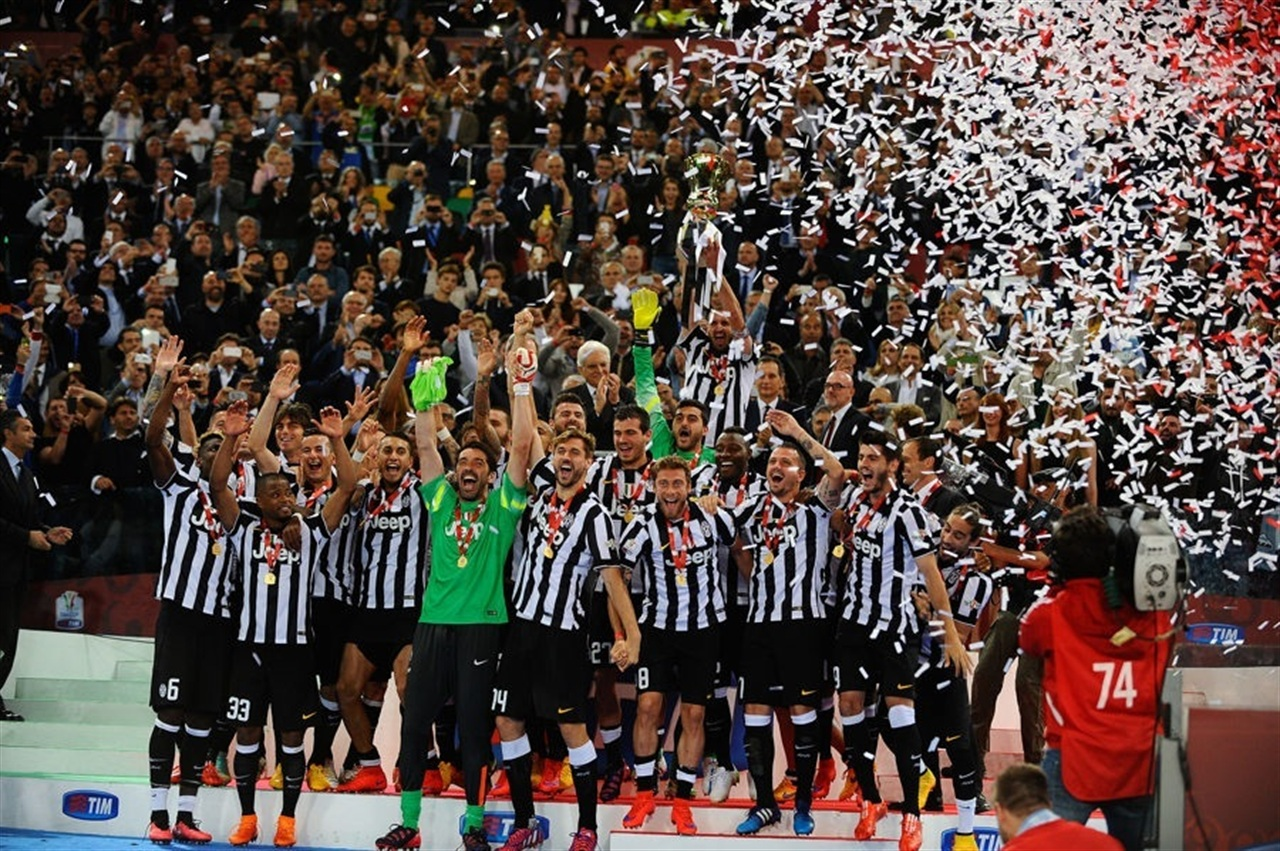
2015년 5월 20일 로마 스타디오 올림피코. 유벤투스는 2014-15 코파 이탈리아 컵 우승자이다.

세계적으로 유명한 축구팀인 유벤투스와 토리노 FC의 연고지이다. 1934년 이탈리아 월드컵과 2006년 토리노 동계올림픽을 개최한 이력이 있으며, 2007년에는 토리노 동계 유니버시아드가 열렸다.
이 도시는 역사적으로 중요한 두 축구팀인 유벤투스 FC(1897년 창단)와 토리노 FC(1906년 창단)의 본거지인 풍부한 스포츠 유산을 보유하고 있다. 유벤투스는 특히 이탈리아 전역과 전 세계적으로 더 큰 팬 기반을 가지고 있는 반면, 토리노는 도시 자체에서 더 큰 지지를 받고 있다. 두 클럽은 이탈리아에서 가장 오래된 더비인 더비 델라 몰레(Derby della Mole) 또는 토리노 더비를 놓고 경쟁한다.
유벤투스는 이탈리아에서 가장 성공적인 축구 클럽이자, 세계에서 가장 많이 우승한 클럽 중 하나이다. 가장 공식적인 국제 타이틀을 보유한 세계 클럽 목록에서 공동 12위(유럽 클럽 간 6위)이다. 그리고 협회 축구 역사상 최초 (2022년 현재, 최초의 UEFA 유로파 컨퍼런스 리그 결승전 이후)로 남아있는 유일한 선수로서 가능한 모든 공식 대륙 대회와 세계 타이틀을 획득 했다. 유벤투스 소유의 구장인 유벤투스 스타디움은 2011년 개장했다. 유벤투스 스타디움2014년 UEFA 유로파리그 결승전을 개최했다. 이 도시가 시즌 UEFA 클럽 대회의 단일 매치 결승전을 개최한 것은 이번이 처음이다.
토리노 FC는 토리노에서 가장 오래된 축구팀 중 하나인 풋볼 클럽 토리네세(1894년 창단)가 유벤투스에서 이탈한 연합에 의해 설립되었으며, 1940년대 세리에 A에서 “그란데 토리노”라고 불리는 가장 성공적인 팀이었다. 1949년, 수페르가 항공 참사에서 거의 모든 팀원을 태운 비행기가 토리노 언덕의 수페르가 대성당에 추락했다. 토리노는 현재 1934년 FIFA 월드컵 개최지이자 XX 동계 올림픽 개최지였던, 1940년대 팀의 이름을 딴 스타디오 올림피코 “그란데 토리노”에서 홈 경기를 펼치고 있다. 또한 팀은 최근에 역사적인 건물을 재건했다. 스타디오 필라델피아, 유소년팀의 경기와 1군 훈련에 사용되며 팀 박물관의 자리이다.

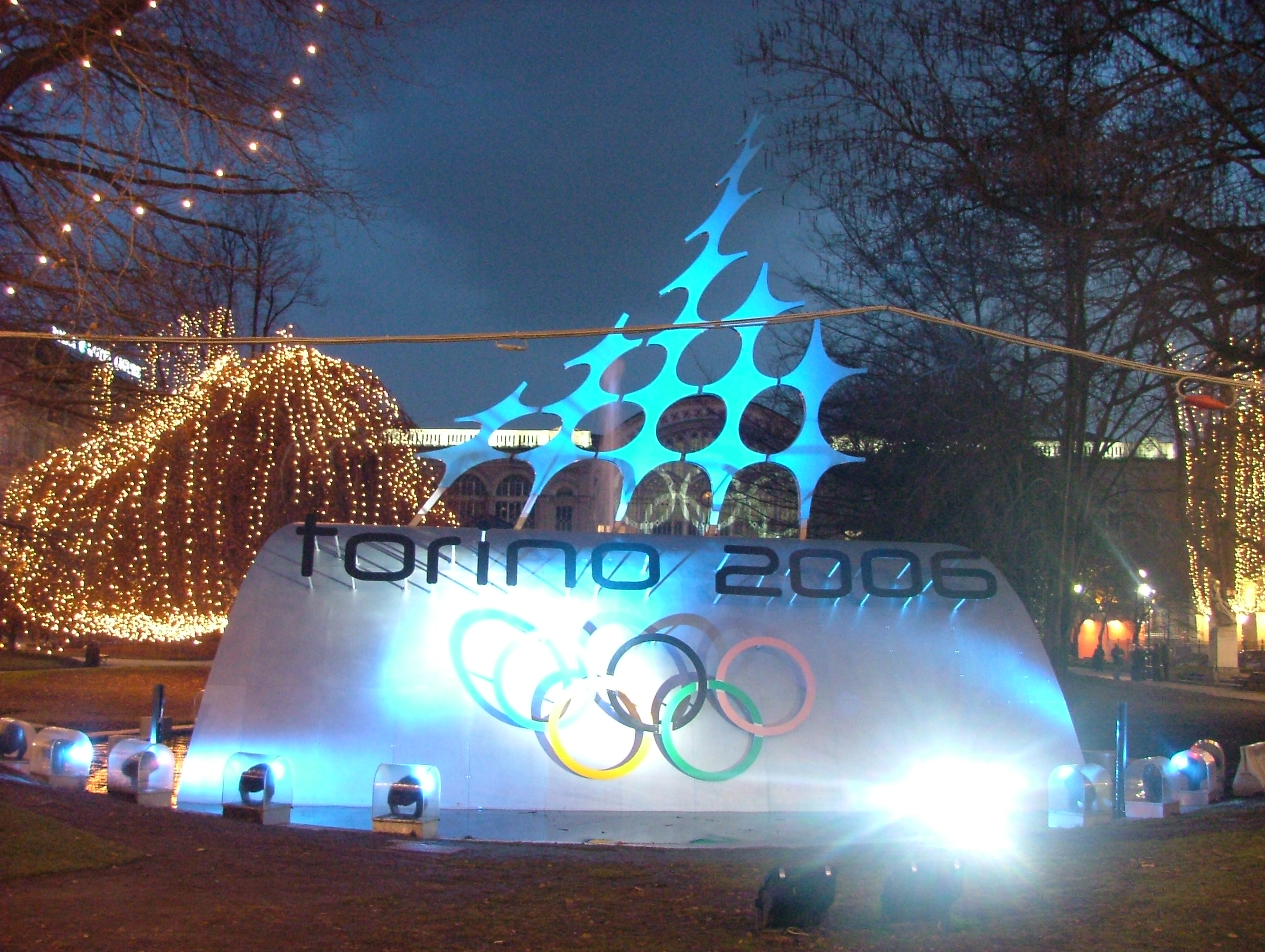
토리노 동계 올림픽

이 도시는 유로베스켓 1979의 마지막 단계를 주최했다. 가장 중요한 농구 클럽팀은 2009년에 재창단된 아욱실리움 토리노로, 이탈리아 LBA에서 뛰고 있다. 2018년 아욱실리움 토리노는 사상 첫 이탈리아 농구컵에서 우승했다.
토리노는 2006년 2월에 2006년 동계 올림픽을 개최했다. 토리노는 지금까지 동계 올림픽을 개최한 가장 큰 도시이며, 당시 개최된 가장 큰 대도시 지역이었다.
이 도시는 2015년 유럽 스포츠 수도라는 칭호를 받았다. 후보자는 이 도시가 스포츠 활동을 늘리는 데 강력하게 전념할 것으로 보고 있다.
이 도시는 2021년부터 2025년까지 ATP 파이널스 테니스 이벤트를 개최한다.

## 자매 도시
| - 프랑스 샹베리 - 프랑스 릴 - 독일 쾰른 - 룩셈부르크 에슈쉬르알제트 - 영국 글래스고 - 벨기에 리에주 | - 네덜란드 로테르담 - 러시아 볼고그라드 - 브라질 캄푸그란지 - 아르헨티나 코르도바 - 미국 디트로이트 - 미국 솔트레이크시티 | - 과테말라 케트살테낭고 - 콜롬비아 보고타 - 대한민국 사천시 - 이스라엘 하이파 - 일본 나고야시 - 중국 선양시 |

## 우호 도시
- 대한민국 광주광역시